# Chromatische Anpassung

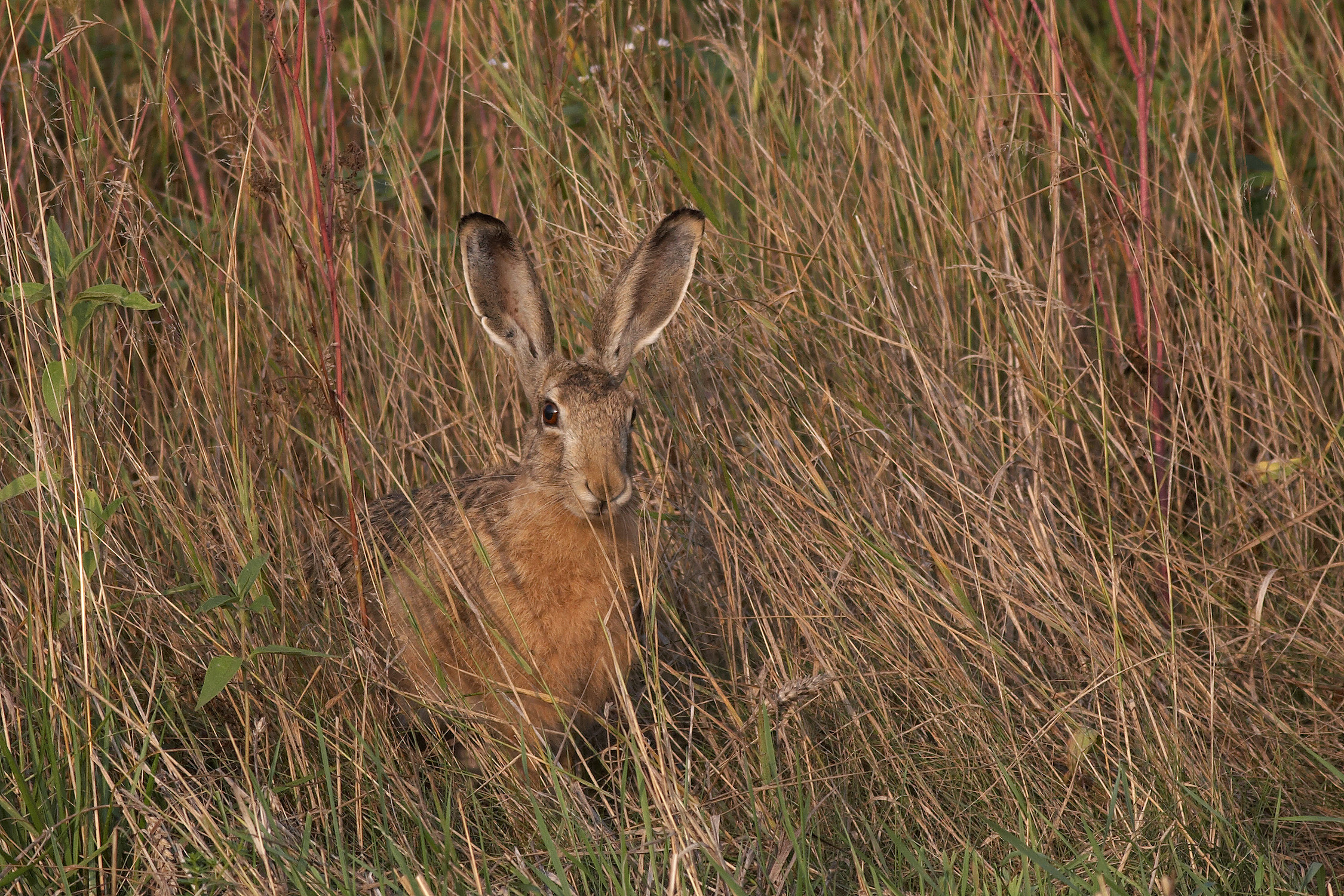
Feldhase (Lepus europaeus) in natürlicher Umgebung

Die chromatische Anpassung (chromatische Funktion), auch Schutzfärbung oder sympathische Färbung genannt, ist die häufige Erscheinung, dass ein Tier in seiner optischen Erscheinung den umgebenden Naturobjekten, zwischen denen es lebt, sehr ähnlich ist. Durch die Tarnung wird es vor den Blicken von Prädatoren oder von zu beschleichenden Beutetieren weitgehend verborgen. Zu unterscheiden sind permanente Tarnfärbung und das Vermögen zum Farbwechsel.

## Farbwechsel

### Morphologischer Farbwechsel
Tiere verschiedener Klassen verändern ihre Färbung alljährlich zweimal entsprechend der saisonalen Veränderungen ihrer Umgebung (Hermelin, Alpenschneehuhn). Andere ändern ihre optische Erscheinung im Lauf ihrer Ontogenese (entsprechend ihrem gewählten Aufenthaltsbereich), genannt ontogenetische Farbänderung, wie die Gemeine Strandkrabbe.

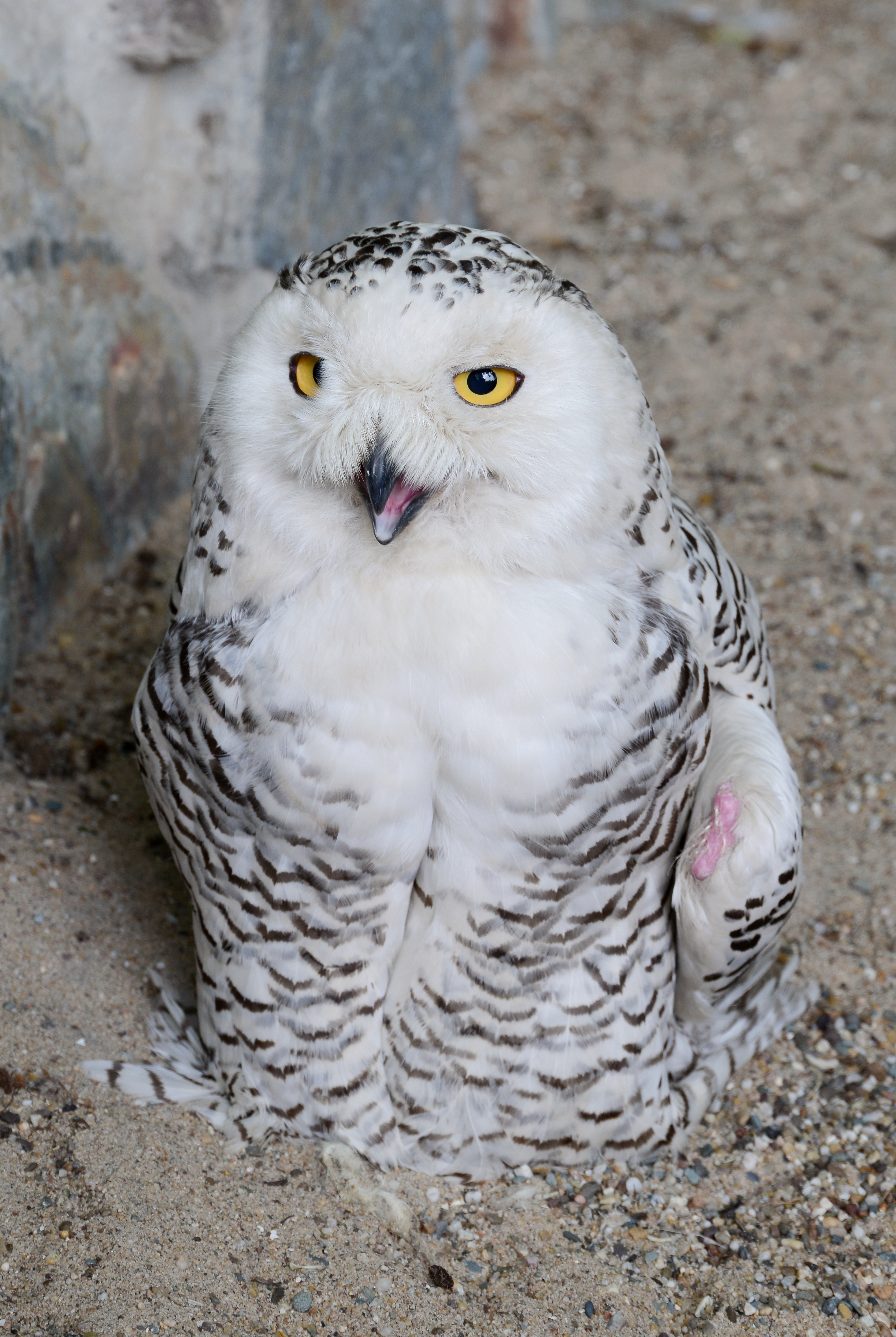
Die ausgewachsene Schneeeule (Bubo scandiacus) ist ganzjährig weiß mit mehr oder weniger schwarzen Tupfen, die Jungtiere sind anthrazitgrau

### Physiologischer Farbwechsel
Im engeren Sinn versteht man unter chromatischer Anpassung das Vermögen einiger Tiere zu einem raschen Farbwechsel durch bewegliche Chromatophoren ihrer Umgebung anzupassen. Beispiele für schnelle Tarnänderungen geben zahlreiche Tintenfische und Chamäleons.